# Al Iraqiya
Al-Iraqiya (en árabe: العراقيّةال) es una cadena de televisión terrestre en Irak que fue puesta en el aire después de la caída del régimen de Saddam Hussein en 2003. Es una cadena que emite sus programas en lengua árabe y su cobertura es del 85% de la población iraquí. Además, es una de las cadenas más vistas en el país, con alrededor del 40% de las preferencias.
El canal inició sus operaciones bajo el nombre IMN como parte del proyecto denominado Iraqi Media Network (o Shabeket al-Elam Iraqi en árabe). La Corporación Internacional de Aplicaciones Científicas (Science Applications International Corporation o SAIC en inglés) fue la contratista de este proyecto perteneciente al Departamento de Defensa de Estados Unidos.
El 31 de mayo de 2005, Ali Jaafar, un comentarista deportivo de la televisión estatal iraquí, fue baleado en Bagdad.
Al Iraqiya emitió material relacionado con la ejecución del expresidente iraquí, Saddam Hussein, el 30 de diciembre de 2006.